# Centre commercial Fleur de Lys
Le centre commercial Fleur de Lys, appelé aussi Place Fleur de Lys, est un centre commercial situé dans l'arrondissement Vanier à Québec, au Canada. Il est géré par Trudel Immeubles depuis juillet 2018, et a été rénové en 2004. 
On y trouve les grandes chaînes de magasins comme Walmart, Urban Planet, L’Équipeur, Mode Choc, Sports Experts, Dollarama.

## Histoire
Place Fleur de Lys ouvre ses portes le 21 mars 1963 avec Steinberg, Zellers, le premier magasin Sears du Québec,, suivi en 1968 par un magasin Kmart.
En mars 1980, la surface du centre commercial abrite 170 magasins. Il s'agrandit en 1992.
Le 5 mai 1993, un détaillant de fournitures de bureau, Club Biz, inaugure son magasin dans l'ancien local de Steinberg. Il s'agissait du seul magasin Club Biz situé à l'extérieur de la région de Montréal. Comme les autres magasins Club Biz, son bail est acheté par Bureau en Gros en 1996.
Kmart ferme ses portes le 31 mai 1995 et le Zellers déjà présent dans le centre commercial se relocalise à sa place. Il sera 18 ans plus tard le dernier magasin Zellers à fermer ses portes à Québec, soit le 14 mars 2013. Target fait l'acquisition du bail de Zellers et inaugure son magasin de Fleur de Lys le 18 octobre 2013 dans le cadre de la deuxième vague d'ouvertures du détaillant au Québec. En 2015, Walmart rachète le bail de l'ancien magasin Target.
La Baie ferme son magasin de Fleur de Lys le 23 september 2017 après 25 ans dans le centre commercial,. 
Sears, en faillite en 2017, ferme ses portes le 14 janvier 2018,. 108 employés sont concernés par la fermeture du magasin Sears de Fleurs de Lys. Le 9 mai 2019, Hart (en) inaugure  son plus gros magasin du pays en utilisant 50 000 pi2 (4 645 m2) de l'ancien local de Sears.

## Accès
Le centre commercial est accessible par l'autoroute de Québec 973 et la route 138 via le boulevard Wilfrid-Hamel. Il est situé en face  de l’Institut de réadaptation en déficience physique de Québec (IRDPQ) - Centre François-Charon et près du Centre Vidéotron.
Le Réseau de transport de la Capitale compte plusieurs lignes régulières d'autobus desservant le centre commercial.

## Hommages
La rue Fleur-de-Lys a été nommée en l'honneur du centre commercial, à son ouverture, en 1963. 